# ھ
Héʾ doatchachmi ou héʾ binoculaire (دو چشمی ہے en ourdou, « héʾ binoculaire ») ‹ ھ › est une lettre additionnelle de l’alphabet arabe qui est utilisée dans l’écriture du bourouchaski, du cachemiri, de l’hindko, du khowar, kurde sorani, de l’ouïghour, de l’ourdou, du panjabi, du pahari-pothwari (en), du saraiki, du sindhi, du torwali et d’autres langues d’Asie du Sud. Elle est une variante de ou une lettre dérivée des formes initiales et médianes du hāʾ ‹ ه › dans certains styles d’écriture arabe dont le nastaliq, appelées وجه الهر (wajh al-hirr) (« visage de chat »), أذن الفرس (udhn al-faras) (« oreille de cheval ») ou الهاء المشقوقة (al-hāʾ al-mashqūqah) (« hāʾ fendu ») en arabe.

## Utilisation
En kurde sorani, ‹ ھ › est utilisé pour représenter la consonne fricative glottale sourde [h] au lieu de la lettre arabe hé ‹ ه ›, les formes isolée ‹ ه › et finale ‹ ـه › de celle-ci pouvant être confondues avec la lettre e ‹ ە › représentant une voyelle mi-ouverte antérieure non arrondie [ɛ].
En ouïghour, ‹ ھ › est utilisé pour représenter la consonne fricative glottale sourde [h] au lieu de la lettre arabe hé ‹ ه ›, les formes isolée ‹ ه › et finale ‹ ـه › de celle-ci pouvant être confondues avec la lettre e ‹ ە › utilisée dans le digramme ‹ ئە › ə représentant une voyelle pré-ouverte antérieure non arrondie [æ].
En ourdou, ‹ ھ › est utilisé pour former les digrammes des consonnes aspirées.
| Digrammes | Prononciations |
| --------- | -------------- |
| بھ        | bʰ             |
| پھ        | pʰ             |
| تھ        | tʰ             |
| ٹھ        | ʈʰ             |
| جھ        | dʒʰ            |
| چھ        | tʃʰ            |
| دھ        | dʰ             |
| ڈھ        | ɖʰ             |
| ڑھ        | ɽʰ             |
| کھ        | kʰ             |
| گھ        | ɡʰ             |

En pendjabi écrit en shahmukhi, ‹ ھ ›, ou en sindhi, ‹ ھ › est utilisé pour former plusieurs digrammes de consonnes aspirées. Mais il est uniquement différencié du hā ‹ ه › dans leurs formes finales ‹ ـھ › et ‹ ـه ›. Leurs formes médianes ‹ ـھـ › et ‹ ـهـ › étant identiques dans certains styles d’écriture.